# Katarzyna Sokólska
Katarzyna Sokólska (ur. 23 sierpnia 1993 w Białymstoku) – polska lekkoatletka, sprinterka. Olimpijka z Rio de Janeiro 2016.

## Życiorys
Była reprezentantką klubu UKS 19 Bojary Białystok trenowaną przez Mieczysława Sutyńca, od 2019 startuje w barwach Zawiszy Bydgoszcz.

### Starty międzynarodowe
Reprezentowała Polskę w sztafecie 4 x 100 metrów na mistrzostwach świata juniorów w 2010 (Polki odpadły w eliminacjach) oraz na mistrzostwach Europy juniorów w 2011 (4. miejsce). W 2015 wystartowała na młodzieżowych mistrzostwach Europy, na których zajęła 5. miejsce w sztafecie 4 × 100 m oraz odpadła w eliminacjach biegu na 100 m, zajmując 6. miejsce w swoim biegu eliminacyjnym z czasem 11,92 s.
Była członkiem reprezentacji Polski na igrzyska olimpijskie w Rio de Janeiro 2016, ale ostatecznie w samych zawodach nie wystąpiła (była rezerwową sztafety 4 x 100 metrów). W 2019 startowała w sztafecie 4 x 100 metrów w zawodach IAAF World Relays, jednak reprezentacja Polski nie ukończyła biegu. W 2021 wystąpiła w halowych mistrzostwach Europy, odpadając w eliminacjach biegu na 60 metrów, z wynikiem 7,46, a następnie w zawodach World Athletics Relays, w których zajęła 2. miejsce w sztafecie 4 x 100 metrów.

### Starty krajowe
Medalistka mistrzostw Polski w różnych kategoriach wiekowych. W 2011 wywalczyła brązowy medal mistrzostw Polski juniorów w biegu na 100 m z czasem 12,06 s. W 2012 zdobyła srebro juniorskich mistrzostw kraju w tej samej konkurencji z rezultatem 11,97 s. W 2013 została mistrzynią Polski w sztafecie 4 × 100 m oraz brązową medalistką młodzieżowych mistrzostw kraju w tej samej konkurencji. W 2014 wywalczyła srebro młodzieżowych mistrzostw Polski w tej samej konkurencji. W 2015 została młodzieżową mistrzynią Polski w biegu na 100 m z czasem 11,85 s oraz w sztafecie 4 × 100 m. 
W 2016 zdobyła brązowy medal halowych mistrzostw kraju w biegu na 60 m z czasem 7,41 s oraz srebrny medal mistrzostw kraju w sztafecie 4 × 100 m z czasem 45,76 s.

### Rekordy życiowe
- 60 m (hala) – 7,30 s (Toruń, 29 lutego 2020)
- 100 m – 11,56 s (Bydgoszcz, 5 czerwca 2016)
- 200 m – 24,24 s (Gdańsk, 6 czerwca 2015)
- 200 m (hala) – 25,47 s (Spała, 28 stycznia 2011)

### Życie prywatne
Była studentką Politechniki Białostockiej.